# 페드로 곤살레스 마르티네스
페드로 곤살레스 마르티네스(스페인어: Pedro González Martínez, 1968년 4월 18일, 카스티야 이 레온 주 비야르카요 ~)는 줄여서 페드로(스페인어: Pedro)로 알려진 스페인의 전 축구 선수로, 현역 시절 좌측 수비수나 중앙 수비수로 활약했다.
그의 현역시절 전성기는 1990년대였는데, 그는 라 리가에서 113경기에 출전했다. 특히 그는 스페인의 명문 구단으로 손꼽히는 아틀레티코 마드리드에서도 4년을 활약했다.

## 클럽 경력
페드로는 카스티야 이 레온 주 부르고스 도 비야르카요 데 메린다드 데 카스티야 라 비에하 출신으로, 1987년에 레알 부르고스에서 프로 선수로서 신고식을 치렀다. 세군다 디비시온의 부르고스에서 2년을 보낸 후, 그는 로그로녜스로 이적하여 라 리가 무대를 밟게 되었다. 그는 1989년 11월 5일, 라스 가우나스에서 벌어진 마요르카와의 안방 경기에서 라 리가 첫 경기를 치렀는데, 로그로녜스는 손에게 0-1 패배를 당하였다. 같은 해 12월 3일, 그는 4-1로 이긴 테네리페와의 안방 경기에서 로그로녜스의 3번째 골을 득점하며 라 리가 무대 1호골을 기록했다.
최종적으로, 그는 1989-90 시즌 동안 로그로녜스의 경기에 28번 출전해 2골을 넣었고, 상승세를 이어나가던 페드로는 1990년 여름에 스페인의 거함 아틀레티코 마드리드에 합류했다. 그의 적백 군단(Los Rojiblancos) 첫 경기는 1990년 9월 2일에 벌어진 아틀레티코 마드리드의 첫 리그 경기로, 발렌시아의 메스타야 원정 경기에서 1-1로 비겼다. 이후 그는 9월 23일이 되어서야 첫 안방 경기를 치렀는데, 비센테 칼데론에서 벌어진 이 경기에서 테네리페와 1-1로 비겼다. 그는 알레티 1년차에 18경기 출전했지만, 이듬해에는 불과 5경기에 출전하는데 그쳤다. 페드로는 1992-93 시즌에 들어 더 큰 역경을 들었는데, 그는 13번의 경기에 출전하는데 그쳤다. 그러나, 같은 해에 그는 유럽대항전 무대를 처음으로 경험했는데, 유러피언 컵 위너스 컵 처음 두 번의 안방 경기에 출전했다: 두 경기는 1992년 9월 30일에 열린 슬로베니아 마리보르와의 경기와 같은 해 11월 3일에 열린 터키 트라브존스포르와의 경기였다. 소속 구단은 준결승전까지 올라갔지만, 페드로는 더 많은 출전 기회르 얻지 못했다.
페드로가 아틀레티코 마드리드 소속으로 보낸 최고의 해는 마지막 4년차인 1993-94 시즌이었다. 그는 모든 대회를 통틀어 32경기에 출전했으며, 몇 차례 득점에도 성공했다. 아틀레티코 소속으로 1년차부터 3년차까지 골망을 흔들지 못했던 그는 4년차이자 마지막 시즌에 무려 7번의 득점을 신고했는데, 첫 골은 1993년 9월 28일에 열린 스코틀랜드의 하트 오브 미들로디언과의 경기에서 기록했다. 시즌이 끝나고 전 아틀레티코 마드리드 감독 루이스 아라고네스는 그를 세비야에서 불러들였다.
1994년 10월 30일, 그는 산체스 피스후안에서 벌어진 스포르팅 히혼과의 안방 경기에서 새 구단 소속으로 신고식을 치렀다. 이 날은 세비야의 잘 풀리는 날이었는데, 이 경기에서 5-1 대승을 거두었다. 그는 세비야 1년차에 모든 대회를 통틀어 13번의 경기에 출전했는데, 소속 구단은 리그 5위의 준수한 성적을 거두었다. 그는 2년차에 24번의 경기에 더 출전했고, 1996년 여름에 안달루시아 연고 구단을 떠났다.
페드로는 현역 막판의 2시즌을 세군다 디비시온에서 보냈는데, 알라베스와 엑스트레마두라에서 1년씩 보내고 1998년에 축구화를 벗었다.

## 국가대표팀 경력
페드로는 스페인 U-21 국가대표팀 경기에 1번 출전했는데, 이 경기는 1990년 3월 28일에 벌어진 이탈리아와의 1990년 UEFA U-21 축구 선수권 대회 8강 2차전 경기였다. 경기는 페드로의 당시 소속 구단의 안방인 로그로녜스에서 열렸는데, 스페인은 이 경기에서 거둔 1-0 승리는 준결승 진출하기에 역부족이었던 승리였다. 페드로는 성인 국가대표팀 차출 경험이 없다.